# KF Hysi
KF Hysi (albanisch Klubi Futbollistik Hysi) war ein Fußballverein aus Podujeva, Kosovo dessen Inhaber die Hysi Group war und der zuletzt in der Raiffeisen Superliga spielte. KF Hysi stieg in der Saison 2006/07 in die Raiffeisen Superliga auf.
In der Saison 2008/09 gewann KF Hysi den Kosovarischen Cup. Hysi konnte sich im Finale gegen den KF Prishtina durchsetzen.
Die Saison 2010/11 beendete der KF Hysi auf dem ersten Platz und wurde somit erstmals in der Vereinsgeschichte kosovarischer Meister.
Nachdem Hysi in der Saison 2013/14 den letzten Platz in der Superliga belegt hatte, wurde der Verein aufgelöst.